# Zdzisław Krzyszkowiak
Zdzisław Ludwik Krzyszkowiak né le 3 août 1929 à Wielichowo, en voïvodie de Grande-Pologne, décédé le 24 mars 2003 à Varsovie, était un athlète polonais, spécialiste de fond.

## Biographie

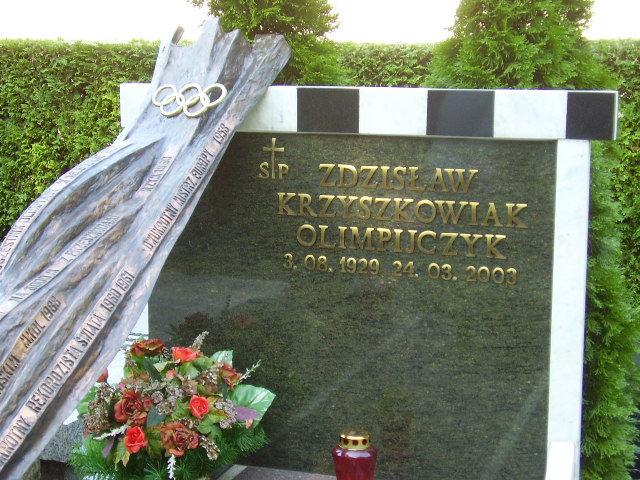
Tombe de Zdzisław Krzyszkowiak

Zdzisław Krzyszkowiak a commencé sa carrière dès 1951, au centre de formation d'athlètes polonais, la Wunderteam, sous la direction de Jan Mulak. 
Il a représenté la Pologne aux Jeux olympiques d'été de 1956, à Melbourne, à Rome en 1960, ainsi qu'aux Championnats d'Europe d'athlétisme 1958, à Stockholm. 
En 1960, lors d'un match Pologne - Union soviétique à Tula, il a établi son premier record du monde au 3 000 m stepple, puis le second, un an plus tard.
En 1963, il arrête prématurément sa carrière d'athlète pour cause de blessure, mais poursuit sa carrière sportive en tant qu'entraîneur.

## Palmarès

### Record du monde
- sur 3 000 m Steeple en 1960 : 8 min 31,4 s
- sur 3 000 m Steeple en 1961 : 8 min 30,4 s

### Jeux olympiques
Aux jeux de 1956 :
- 10 000 m : 4e
- 3 000 m Steeple : demi-finale

Aux jeux de 1960 :
- 10 000 m : 7e
- 3 000 m Steeple :  médaille d'or

### Championnats d’Europe
1958 Stockholm (Suède) 
- 5 000 m :  médaille d'or
- 10 000 m :  médaille d'or

### Championnat de Pologne d'Athlétisme
- Il a battu 25 records nationaux sur différentes distances entre 1954 et 1962.
- Il fut 13 fois  champion de Pologne:

### Autres résultats
- Cross de L'Humanité : 1er en 1958, 2e en 1957.

### Meilleure performance personnelle
- sur 3 000 m - 7.58,2,
- sur 5 000 m - 13.51,6,
- sur 10 000 m - 28.52,4,

## Honneurs
Zdzisław Krzyszkowiak fut élu meilleur athlète polonais en 1958.
Le stade Zdzisław-Krzyszkowiak de Bydgoszcz, qui a accueilli la Coupe d'Europe des nations d'athlétisme 2004, porte son nom depuis juin 2003.